# Emma Maria Macfarren
Pour les articles homonymes, voir Bennett, Macfarren et Brissac.
Emma Maria Macfarren (née Emma Marie Bennett ) (19 juin 1824 — 9 novembre 1895) est une pianiste et compositrice anglaise connue sous le pseudonyme Jules Brissac,.

## Biographie
Elle nait à Londres en 1824. En 1846 elle se marie avec John Macfarren, frère du compositeur George Alexander Macfarren.
Elle a fait une tournée aux États-Unis d'Amérique entre 1862 et 1873 avec sa série de conférences Mornings at the Piano.
Elle meurt à Londres.

## Œuvres
Macfarren était connue pour ses œuvres populaires pour piano[réf. nécessaire]. Elle a également transposé pour piano. Elle a composé pour piano sous le pseudonyme Jules Brissac entre autres : 
- Cerisette (1854), morceau de salon
- Léonie (1854), nocturne
- Paulina, op. 19 (1855), nocturne
- Corinne, op. 22 (1855), nocturne
- La vie et le rêve (1855), nocturne
- Olenka (1855), mazurka de salon
- Un moment de repos, op. 30 (1856), nocturne
- Le passé et le présent, op. 26 (1857)
- Couleur de rose, op. 21 (1861), bluette
- Long ago, op. 10 (1863), nocturne
- The Butterfly, op. 97 (1863), caprice-étude
- The Village Bell, op. 98 (1863), mélodie pastorale
- The Music of the Sea, op. 104 (1863), caprice-nocturne
- The Babbling Brook, Le murmure du ruisseau (1865), caprice-étude
- Trois récréations (1865), polkas
- Valse de Bravoure (1870)